# Thiratoscirtus atakpa
Thiratoscirtus atakpa es una especie de araña saltarina del género Thiratoscirtus, familia Salticidae. Fue descrita científicamente por Wesołowska & Edwards en 2012.
Habita en Nigeria.